# ریاضت‌طلبی

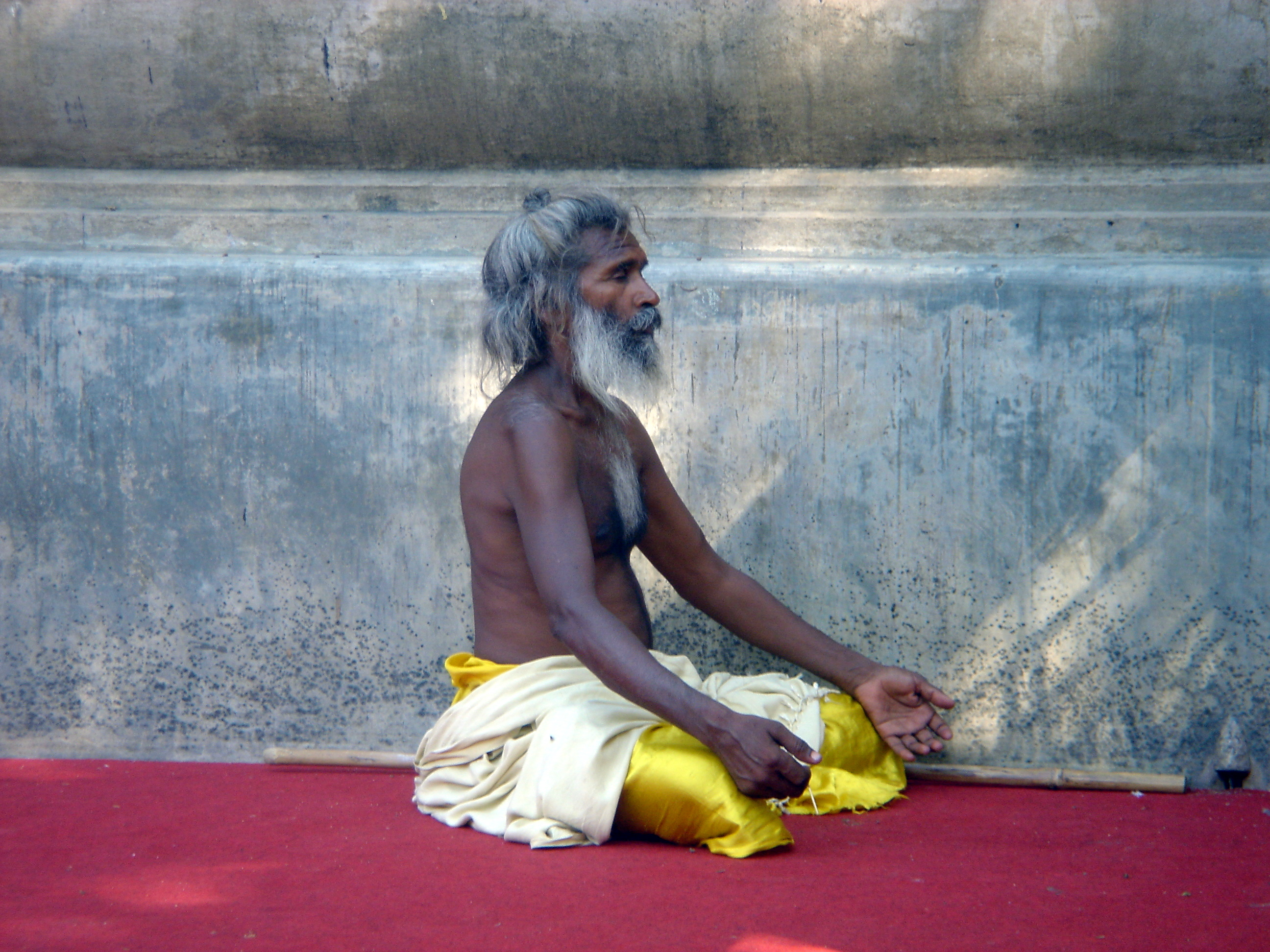
یک مرتاض در حال مراقبه

ریاضت‌طلبی یک سبک زندگی است که مبنای آن پرهیز از لذائذ برای تزکیه نفس است.
در بسیاری از ادیان و مکاتب، چون آیین بودا، آیین هندو، آیین جین یا تصوف توصیه‌هایی در ارتباط با مراقبه‌های ذهن، پیکر و سخن آمده‌است.
در اسلام ریاضت را وابسته به شرع می‌دانند و ریاضت واقعی را انجام واجبات و ترک محرمات می‌دانند؛ مانند نماز،شب زنده‌داری، کم‌گویی، روزه گرفتن.